# Autoba coccidiphaga
Autoba coccidiphaga là một loài bướm đêm trong họ Erebidae.